# Левего (Белуно)
Левего (итал. Levego) је насеље у Италији у округу Белуно, региону Венето.
Према процени из 2011. у насељу је живело 770 становника. Насеље се налази на надморској висини од 364 м.